# ウミエラ
ウミエラ（海鰓・Sea-pen）は、刺胞動物門花虫綱八放サンゴ亜綱に属する腔腸動物の群体であり、羽毛状で羽ペンのような形をしている。体長は10〜20cmで、砂泥底などに生息し海底に直立する。ヤナギウミエラ、ムチウミエラ、トゲウミエラなどの種がいる。最大種は、全長2mに達するオオヤナギウミエラである。
ウミエラの多くは夜行性であり、昼間は体を収縮させて海底の砂中に潜り、夜になると砂上に姿を現して餌を摂取する。襞の部分にはポリプが無数に並び、水流に合わせることで効率的にプランクトンを摂食している。